# Canton de Saint-Pol-de-Léon
Le canton de Saint-Pol-de-Léon est une circonscription électorale française située dans le département du Finistère et la région Bretagne.

## Histoire
Le canton de Saint-Pol-de-Léon a été créé en 1790.
Un nouveau découpage territorial du Finistère entre en vigueur à l'occasion des élections départementales de mars 2015, défini par le décret du 13 février 2014, en application des lois du 17 mai 2013 (loi organique 2013-402 et loi 2013-403). Les conseillers départementaux sont, à compter de ces élections, élus au scrutin majoritaire binominal mixte. Les électeurs de chaque canton élisent au Conseil départemental, nouvelle appellation du Conseil général, deux membres de sexe différent, qui se présentent en binôme de candidats. Les conseillers départementaux sont élus pour 6 ans au scrutin binominal majoritaire à deux tours, l'accès au second tour nécessitant 12,5 % des inscrits au 1er tour. En outre la totalité des conseillers départementaux est renouvelée. Ce nouveau mode de scrutin nécessite un redécoupage des cantons dont le nombre est divisé par deux avec arrondi à l'unité impaire supérieure si ce nombre n'est pas entier impair, assorti de conditions de seuils minimaux. Dans le Finistère, le nombre de cantons passe ainsi de 54 à 27. Le nombre de communes du canton de Saint-Pol-de-Léon passe de 8 à 14.
Le nouveau canton de Saint-Pol-de-Léon est formé de communes des anciens cantons de Plouzévédé (2 communes), de Saint-Pol-de-Léon (8 communes) et de Plouescat (4 communes). Le canton est entièrement inclus dans l'arrondissement de Morlaix. Le bureau centralisateur est situé à Saint-Pol-de-Léon.

## Représentation

### Conseillers d'arrondissement (de 1833 à 1940)
| Période                                  | Période      | Identité                                                          | Étiquette | Qualité |
| ---------------------------------------- | ------------ | ----------------------------------------------------------------- | --------- | --- |
| 1833                                     | 1836         | Guy Marie Gabriel Ambroise Joseph, Marquis du Dresnay (1770-1837) |           | Colonel de cavalerie en retraite, ancien garde du Roi, propriétaire à Saint-Pol-de-Léon                     |
| 1836                                     | 1845         | Antoine de Rodellec du Porzic (1799-1876)                         |           | Propriétaire à Saint-Pol-de-Léon                                                                            |
| 1845                                     | 1848         | Casimir Huon de Kermadec (1808-1888)                              |           | Avocat, propriétaire à Saint-Pol-de-Léon                                                                    |
|                                          |              |                                                                   |           | |
| 1871                                     |              | M. Rozec                                                          |           | Propriétaire à Mespaul                                                                                      |
|                                          |              |                                                                   |           | |
| 1880                                     | 1904 (décès) | Paul Moal                                                         | Droite    | Négociant, conseiller municipal de Saint-Pol-de-Léon                                                        |
| 1904                                     | 1919         | Henri Séïté dit Seigneur                                          | Libéral   | Expéditeur de légumes, conseiller municipal de Roscoff                                                      |
| 1919                                     | 1931         | Yves Le Morvan                                                    | Radical   | Négociant en vins, maire de Santec, Président du Conseil d'arrondissement (1919-1931)                       |
| 1931                                     | 1932         | Célestin Seïté                                                    | PDP-URD   | Agriculteur, adjoint au maire de Roscoff                                                                    |
| 1932                                     | 1940         | Yves Le Morvan                                                    | URD       | Négociant en vins, maire de Santec, Président du Conseil d'arrondissement                                   |
| 1940                                     |              |                                                                   |           | Les conseils d'arrondissement ont été suspendus par la loi du 12 octobre 1940 et n'ont jamais été réactivés |
| Les données manquantes sont à compléter. |              |                                                                   |           | |

### Conseillers généraux de 1833 à 2015
| Période | Période      | Identité                                                                                 | Étiquette                | Qualité |
| ------- | ------------ | ---------------------------------------------------------------------------------------- | ------------------------ | --- |
| 1833    | 1839         | Yves Jean Deschamps fils (1799-1885)                                                     |                          | Négociant, juge de paix Maire de Roscoff (1832-1833)                                                                                |
| 1839    | 1867 (décès) | Baron Alfred Michel de Kerhorré (1799-1867)                                              |                          | Officier des Eaux et Forêts Maire de Saint-Pol-de-Léon (1826-1829)                                                                  |
| 1867    | 1871         | Casimir Huon de Kermadec (1808-1888)                                                     | Droite                   | Maire de Saint-Pol-de-Léon (1868-1880)                                                                                              |
| 1871    | 1874         | Hippolyte Drouillard de La Marre                                                         | Monarchiste              | Propriétaire Sénateur (1894-1895) Maire de Saint-Pol-de-Léon (1880-1888) puis de Roscoff (1892-1895)                                |
| 1874    | 1886         | Casimir Huon de Kermadec (1808-1888)                                                     | Droite                   | Avocat Maire de Saint-Pol-de-Léon (1868-1880), ancien conseiller d'arrondissement Propriétaire à Brest                              |
| 1886    | 1931 (décès) | Comte Alain Casimir Budes de Guébriant (1852-1931)                                       | Libéral                  | Agronome, propriétaire Maire de Saint-Pol-de-Léon (1888-1931)                                                                       |
| 1932    | 1934         | Célestin Seïté (1889-1975)                                                               | PDP-URD                  | Agriculteur, lieutenant de réserve Adjoint au maire de Roscoff (1925-1935) Conseiller d'arrondissement                              |
| 1934    | 1940         | Alain Marie Edmond Budes de Guébriant (1905-1944, petit-fils d'Alain Budes de Guébriant) | Union nationale          | Propriétaire Maire de Saint-Pol-de-Léon (1932-1944) Nommé conseiller départemental en 1943 Fusillé par les Allemands le 4 août 1944 |
|         |              |                                                                                          |                          | |
| 1945    | 1949         | Henri Le Sann (1888-1976)                                                                | MRP                      | Agriculteur, marchand de légumes Maire de Saint-Pol-de-Léon (1944-1965)                                                             |
| 1949    | 1985         | François Prigent                                                                         | MRP puis CD puis UDF-CDS | Commerçant, négociant en grain, minotier Sénateur (1978-1980) Maire de Plouénan (1945-1977)                                         |
| 1985    | 2004         | Adrien Kervella (1942-2021)                                                              | RPR puis UMP             | Chef d'entreprise Conseiller régional Maire de Saint-Pol-de-Léon (1977-2008)                                                        |
| 2004    | 2015         | Jacques Édern                                                                            | DVG                      | Agriculteur Maire de Sibiril (depuis 2001)                                                                                          |

### Conseillers départementaux à partir de 2015
| Période élective | Période élective | Mandat | Mandat   | Identité         | Nuance | Nuance | Qualité                                                                                  |
| ---------------- | ---------------- | ------ | -------- | ---------------- | ------ | ------ | ---------------------------------------------------------------------------------------- |
| 2015             | 2021             | 2015   | 2021     | Aline Chevaucher |        | LR     | Enseignante retraitée Maire de Plouénan depuis 2007                                      |
| 2015             | 2021             | 2015   | 2021     | Maël de Calan    |        | DVD    | Directeur de développement dans une start-up Conseiller municipal de Roscoff (2014-2020) |
| 2021             | 2028             | 2021   | en cours | Aline Chevaucher |        | LR     | Conseillère sortante                                                                     |
| 2021             | 2028             | 2021   | en cours | Maël de Calan    |        | DVD    | Conseiller sortant Président du conseil départemental Membre de Libres !                 |

### Résultats détaillés

#### Élections de mars 2015
À l'issue du 1er tour des élections départementales de 2015, deux binômes sont en ballottage : Aline Chevaucher et Maël de Calan (Union de la Droite, 47,08 %) et Jacques Edern et Sylvaine Vulpiani (PS, 36,96 %). Le taux de participation est de 50,49 % (12 892 votants sur 25 532 inscrits) contre 51,11 % au niveau départementalet 50,17 % au niveau national.
Au second tour, Aline Chevaucher et Maël de Calan (Union de la Droite) sont élus avec 59,38 % des suffrages exprimés et un taux de participation de 48,71 % (6 959 voix pour 12 434 votants et 25 529 inscrits).
Maël de Calan a quitté LR en juin 2019.

#### Élections de juin 2021
Le premier tour des élections départementales de 2021 est marqué par un très faible taux de participation (33,26 % au niveau national). Dans le canton de Saint-Pol-de-Léon, ce taux de participation est de 34,92 % (9 015 votants sur 25 815 inscrits) contre 35,55 % au niveau départemental. À l'issue de ce premier tour, deux binômes sont en ballottage : Aline Chevaucher et Maël de Calan (Union au centre et à droite, 56,13 %) et Anne-Cécile Esnault et Christophe Le Gall (Union à gauche, 19,05 %).
Le second tour des élections est marqué une nouvelle fois par une abstention massive équivalente au premier tour. Les taux de participation sont de 34,36 % au niveau national, 36,76 % dans le département et 35,16 % dans le canton de Saint-Pol-de-Léon. Aline Chevaucher et Maël de Calan (Union au centre et à droite) sont élus avec 66,06 % des suffrages exprimés (5 731 voix pour 9 077 votants et 25 819 inscrits),,. 

## Composition

### Composition avant 2015

Situation du canton de Saint-Pol-de-Léon dans le département du Finistère avant 2015.

Le canton de Saint-Pol-de-Léon regroupait huit communes.
| Nom                           | Code Insee | Codepostal | Superficie (km2) | Population (dernière pop. légale) | Densité (hab./km2) |
| ----------------------------- | ---------- | ---------- | ---------------- | --------------------------------- | ------------------ |
| Saint-Pol-de-Léon (chef-lieu) | 29259      | 29250      | 23,43            | 6 711 (2012)                      | 286                |
| Île-de-Batz                   | 29082      | 29253      | 3,05             | 506 (2012)                        | 166                |
| Mespaul                       | 29148      | 29420      | 11,48            | 912 (2012)                        | 79                 |
| Plouénan                      | 29184      | 29420      | 30,64            | 2 484 (2012)                      | 81                 |
| Plougoulm                     | 29192      | 29250      | 18,37            | 1 782 (2012)                      | 97                 |
| Roscoff                       | 29239      | 29680      | 6,19             | 3 515 (2012)                      | 568                |
| Santec                        | 29273      | 29250      | 8,06             | 2 328 (2012)                      | 289                |
| Sibiril                       | 29276      | 29250      | 11,47            | 1 232 (2012)                      | 107                |

### Composition à partir de 2015
Le canton de Saint-Pol-de-Léon comprend désormais quatorze communes entières.
| Nom                                       | Code Insee | Intercommunalité        | Superficie (km2) | Population (dernière pop. légale) | Densité (hab./km2) | Modifier                                    |
| ----------------------------------------- | ---------- | ----------------------- | ---------------- | --------------------------------- | ------------------ | ------------------------------------------- |
| Saint-Pol-de-Léon (bureau centralisateur) | 29259      | CC Haut-Léon Communauté | 23,43            | 6 841 (2022)                      | 292                | modifier les données · modifier les données |
| Cléder                                    | 29030      | CC Haut-Léon Communauté | 37,44            | 3 582 (2022)                      | 96                 | modifier les données · modifier les données |
| Île-de-Batz                               | 29082      | CC Haut-Léon Communauté | 3,05             | 457 (2022)                        | 150                | modifier les données · modifier les données |
| Lanhouarneau                              | 29111      | CC Haut-Léon Communauté | 17,69            | 1 294 (2022)                      | 73                 | modifier les données · modifier les données |
| Mespaul                                   | 29148      | CC Haut-Léon Communauté | 11,48            | 935 (2022)                        | 81                 | modifier les données · modifier les données |
| Plouénan                                  | 29184      | CC Haut-Léon Communauté | 30,64            | 2 588 (2022)                      | 84                 | modifier les données · modifier les données |
| Plouescat                                 | 29185      | CC Haut-Léon Communauté | 14,79            | 3 549 (2022)                      | 240                | modifier les données · modifier les données |
| Plougoulm                                 | 29192      | CC Haut-Léon Communauté | 18,37            | 1 761 (2022)                      | 96                 | modifier les données · modifier les données |
| Plounévez-Lochrist                        | 29206      | CC Haut-Léon Communauté | 39,54            | 2 285 (2022)                      | 58                 | modifier les données · modifier les données |
| Roscoff                                   | 29239      | CC Haut-Léon Communauté | 6,19             | 3 318 (2022)                      | 536                | modifier les données · modifier les données |
| Santec                                    | 29273      | CC Haut-Léon Communauté | 8,06             | 2 435 (2022)                      | 302                | modifier les données · modifier les données |
| Sibiril                                   | 29276      | CC Haut-Léon Communauté | 11,47            | 1 154 (2022)                      | 101                | modifier les données · modifier les données |
| Tréflaouénan                              | 29285      | CC Haut-Léon Communauté | 8,16             | 523 (2022)                        | 64                 | modifier les données · modifier les données |
| Tréflez                                   | 29287      | CC Haut-Léon Communauté | 15,76            | 984 (2022)                        | 62                 | modifier les données · modifier les données |
| Canton de Saint-Pol-de-Léon               | 2926       |                         | 246,07           | 31 706 (2022)                     | 129                | modifier les données                        |

## Démographie

### Démographie avant 2015
| 1962   | 1968   | 1975   | 1982   | 1990   | 1999   | 2006   | 2011   | 2012   |
| ------ | ------ | ------ | ------ | ------ | ------ | ------ | ------ | ------ |
| 22 085 | 21 302 | 20 706 | 20 254 | 19 972 | 19 264 | 19 868 | 19 590 | 19 470 |

### Démographie depuis 2015
En 2022, le canton comptait 31 706 habitants, en évolution de +0,6 % par rapport à 2016 (Finistère : +2,16 %, France hors Mayotte : +2,11 %).
| 2013   | 2018   | 2022   |
| ------ | ------ | ------ |
| 31 842 | 31 610 | 31 706 |